# Jan Cyrka
Jan Cyrka (ur. 31 października 1963 w Halifaksie) – brytyjski gitarzysta polskiego pochodzenia.

## Życiorys
Ojciec Jana, Władysław, przybył do Anglii w roku 1947 – przeżył on I wojnę światową w Polsce jako dziecko. W czasie II wojny światowej walczył w 53 Pułku Piechoty Strzelców Kresowych. Brał udział w kampanii wrześniowej. Został wzięty do niewoli podczas obrony Lwowa. Trafił do niemieckiego obozu jenieckiego w Hemer. Po zakończeniu wojny Władysław poszukiwał swojej rodziny, jednak z powodu zawieruchy wojennej nie udało się to. Jego żona z dziećmi zostali przesiedleni z Kresów na Ziemie Odzyskane. Władysław przekonany, że wszyscy zginęli wyjechał do Anglii, gdzie założył nową rodzinę. Wojenna zagadka rozwiązała się dopiero 70 lat po zakończeniu wojny dzięki portalom społecznościowym, gdzie dzieci Władysława się odnalazły. Matka Jana była Litwinką.
Jan w latach 80. XX wieku założył w Londynie zespół The Broadway Metal Choir, który wydał album "And God Gave Us Max" w 1985 roku. Wkrótce zespół rozpadł się gdy wokalista Max Gelt złamał nogę w czasie tournée. Jan kilka lat grał z Zodiac Mindwarp and the Love Reaction jako Flash Bastard, zagrał też z nim jako support przed Guns N’ Roses w 1988, po czym odszedł z zespołu. W 1992 rozpoczął solową karierę od płyty "Beyond The Common Ground", z którego utwór "Western Eyes" użyto jako tematu przewodniego w BBC Radio 1 Rock Show. Kolejne dwie płyty solowe "Spirit" (1995) i "Prickly Pear" (1997) nagrane zostały z udziałem wokalistki Carol Decker z T’Pau. Jego piosenkę "By your side" użyto w pierwszym odcinku serialu "Przyjaciółki".
Jan Cyrka prowadził także jeden z działów magazynu Guitarist.